# Frans Goes
Frans Paul Goes (Oostende, 12 maart 1895 - 11 september 1969) was een Belgisch volksvertegenwoordiger.

## Levensloop
Goed was een zoon van Gustavus Franciscus Goes (1869-1936) en van Eugenia Ludovica Neut (1869-1926). Hij trouwde in 1922 met Adriana Declerck en ze hadden een dochter.
Hij werd vakbondssecretaris voor de Oostendse afdeling van de Centrale van Metaalwerkersbonden van Beide Vlaanders. In januari 1965 volgde hij de overleden Auguste Plovie op als socialistisch volksvertegenwoordiger voor het arrondissement Oostende. Hij vervulde dit mandaat slechts tot in mei 1965.